# ナイアル・マッギン
ナイアル・マッギン（Niall McGinn、1987年7月20日 - ）は、北アイルランド・ティロン県ダンガノン出身のプロサッカー選手。北アイルランド代表。スコティッシュ・プレミアリーグ・ダンディーFC所属。ポジションは、フォワード。
Kリーグ時代の登録名はマッギン（ハングル: 맥긴）。

## クラブ経歴
地元クラブのダンガノン・スウィフツFCでキャリアをスタート。
2008年1月、デリー・シティFCに移籍。すぐにレギュラーに定着し、その活躍からセルティックFC、イプスウィッチ・タウンFC、スウォンジー・シティAFC、バーミンガム・シティFCが獲得に乗り出していると報じられた。
2009年1月、以前より噂のあったセルティックFCに移籍。
セルティックとの契約満了後、2012年7月にアバディーンFCと2年契約を結んだ。
2017年7月、光州FCに移籍。Kリーグ初の北アイルランド出身選手となった。11月、双方合意の上で契約を解除した。
2017年12月、2018年1月から3年半の契約で古巣アバディーンに復帰することが発表された。
2022年1月24日、ダンディーFCに移籍した。

## 代表歴
2008年11月、北アイルランド代表初招集。親善試合・ハンガリー代表戦で途中出場しA代表初キャップを記録。
2012年10月の2014 FIFAワールドカップ・ヨーロッパ予選・ポルトガル代表戦で初ゴール。

### ゴール
| # | 開催日         | 開催地                 | 対戦国                   | 結果        | 試合概要                     |
| - | -------------- | ---------------------- | ------------------------ | ----------- | ---------------------------- |
| 1 | 2012年10月16日 | ポルト                 | ポルトガル               | 1–1         | 2014 FIFAワールドカップ予選  |
| 2 | 2014年9月7日   | ブダペスト             | ハンガリー               | 2–1         | UEFA EURO 2016予選           |
| 3 | 2016年6月16日  | デシーヌ＝シャルピュー | ウクライナ               | 2–0         | UEFA EURO 2016               |
| 4 | 2019年3月21日  | ベルファスト           | エストニア               | 2-0         | UEFA EURO 2020予選           |
| 5 | 2020年10月8日  | サラエボ               | ボスニア・ヘルツェゴビナ | 1–1 (4–3 p) | UEFA EURO 2020予選プレーオフ |
| 6 | 2021年3月28日  | ベルファスト           | アメリカ合衆国           | 1–2         | 親善試合                     |

## タイトル

### クラブ
デリー・シティ
- リーグ・オブ・アイルランドカップ: 2008

セルティック
- スコティッシュカップ: 2010–11

アバディーン
- スコティッシュリーグカップ: 2013–14

### 個人
- PFAI最優秀若手選手: 2008
- SPL月間MVP: 2012年10月
- SPFL月間MVP: 2015年9月[13]